# Podocnemis sextuberculata
Podocnemis sextuberculata är en sköldpaddsart som beskrevs av  Emilio Cornalia 1849. Podocnemis sextuberculata ingår i släktet Podocnemis och familjen Podocnemididae. IUCN kategoriserar arten globalt som sårbar. Inga underarter finns listade i Catalogue of Life.
Arten förekommer i Amazonområdet i Brasilien, Colombia och östra Peru.